# Bárdudvarnok
Bárdudvarnok là một thị trấn thuộc hạt Somogy, Hungary. Thị trấn này có diện tích 48,56 km², dân số năm 2010 là 1208 người, mật độ 25 người/km².